# Asperula trichodes
Asperula trichodes är en måreväxtart som beskrevs av Jacques Étienne Gay och Dc.. Asperula trichodes ingår i släktet färgmåror, och familjen måreväxter. Inga underarter finns listade i Catalogue of Life.